# Gaál József (agrármérnök)
Gaál József (Kecskemét, 1904. január 27. – Kecskemét, 1993. január 6.) Kecskemét város főintézője, mezőgazdasági mérnök.

## Életpályája
Elemi iskolai tanulmányait a Budai utcai „Sárga iskolában” folytatta. A Piarista Gimnáziumban érettségizett, majd 1922-1925 között elvégezte a Pallagi Mezőgazdasági Akadémiát. Három évvel később pályázat útján nyerte el a Kecskemét város tanácsa által meghirdetett bugaci intézői állást. A hagyományos feladat, a terménygazdálkodás mellett gondot fordított a sertésállomány javítására, bevezette a tenyészbika nevelését. A ménes is szívügye volt, nagyrészt neki köszönhető az egységes testi felépítésű bugaci magyar félvér ló kitenyésztése. Mint mezőgazdasági mérnököt arany-, gyémánt- és vasdiplomával tüntették ki. Bugaci emlékeit Pásztorvilág gazdaszemmel címmel megjelent könyvében foglalta össze. A kiadvány 2003-ban a Kiskunsági Nemzeti Park Igazgatósága gondozásában jelent meg, a Katona József Megyei Könyvtár helytörténeti gyűjteményében megtekinthető.
„Szorongó, vegyes érzelmekkel állapítom meg, hogy a régi úgynevezett GAZDÁLKODÁSNAK a gyönyörű természet adta meg az igazi zamatát, a mai rendkívüli módon fejlett technológia, kemizálás, ágazati szakosodás a természet csodálatos szépségében rejlő kapcsolatokat fellazította, élvezetes romantikáját elvesztette, s ezzel bizony a mai mezőgazdák sokkal szegényebbek lettek.”